# Top Fuel

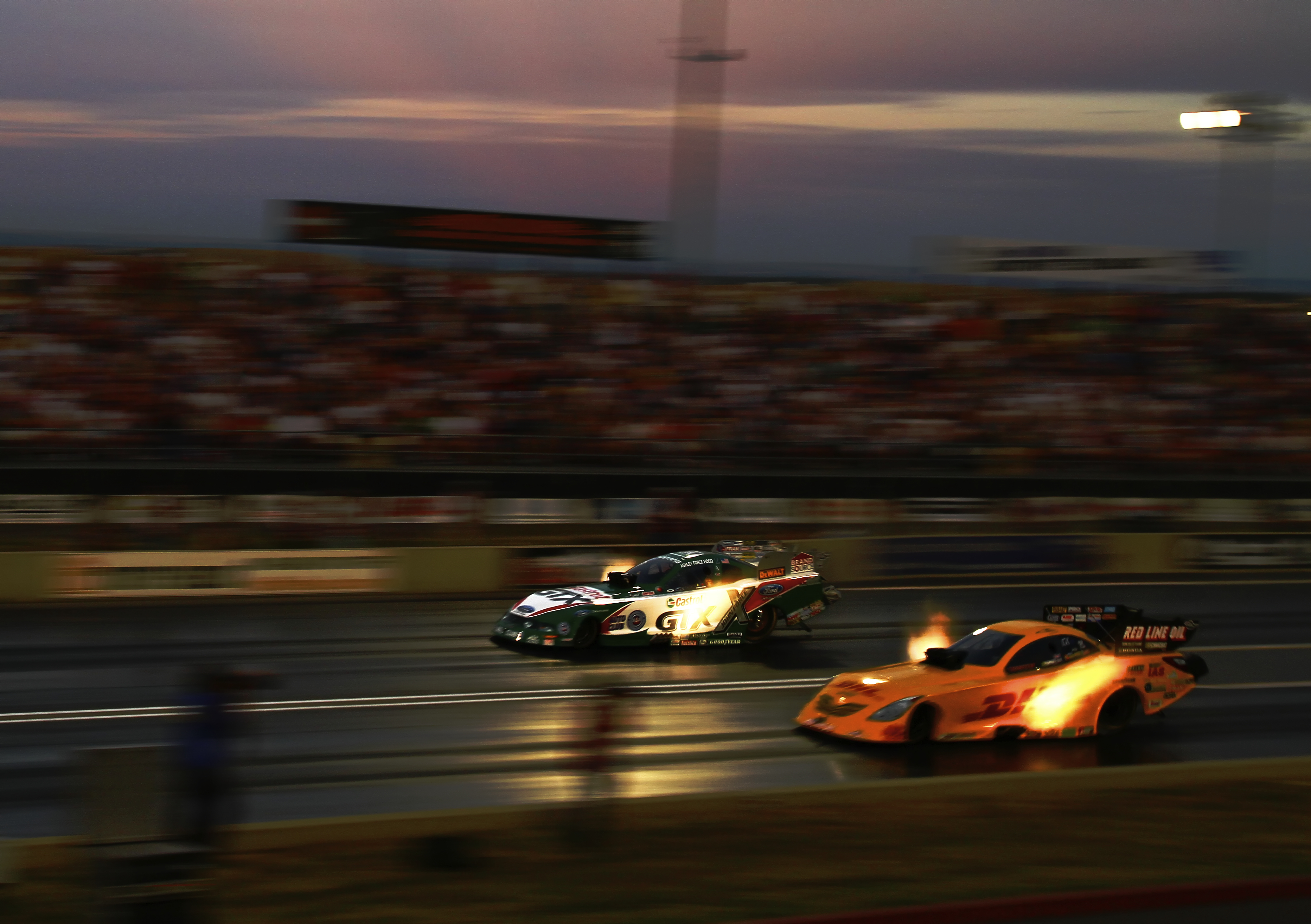
Zwei TF-Funny Cars bei einem Nightrace. Deutlich sichtbar die so genannten header flames

Top Fuel (Klassenkürzel TF) bezeichnet im Drag Racing diejenigen Fahrzeugtypen, deren Motoren mit Nitromethan (CH3NO2) betrieben und mit Kompressoren aufgeladen werden. Beim Drag Racing geht es um maximale Beschleunigung. Deshalb ist eine möglichst hohe Motorleistung entscheidend. Unterschieden wird zwischen Top Fuel Dragster mit langem Radstand und Top Fuel Funny Car bzw. Funny Car mit kurzem Radstand und aufgesetzter Kunststoffkarosserie.
Dragster mit Nitromethan-Einspritzung ohne Kompressoraufladung sind als sogenannte „A-Fueler“ in der Klasse Top Methanol eingruppiert. Dort treten sie gegen Fahrzeuge an, die mit dem weniger leistungsfähigen Methanol, aber mit Kompressorunterstützung betrieben werden.
Drag Bikes sind speziell für das Drag Racing konstruierte Motorräder. Die Klassen heißen Top Fuel Bike für Vierzylinder und Top Fuel Supertwin für Zweizylinder.
Der weit verbreitete Begriff „Nitro“ (für Nitromethan) ist nicht zu verwechseln mit „Nitrous“, der englischen Kurzbezeichnung für Nitrous oxide (Summenformel N2O), das bei der Lachgaseinspritzung verwendet wird.

## Top Fuel Dragster

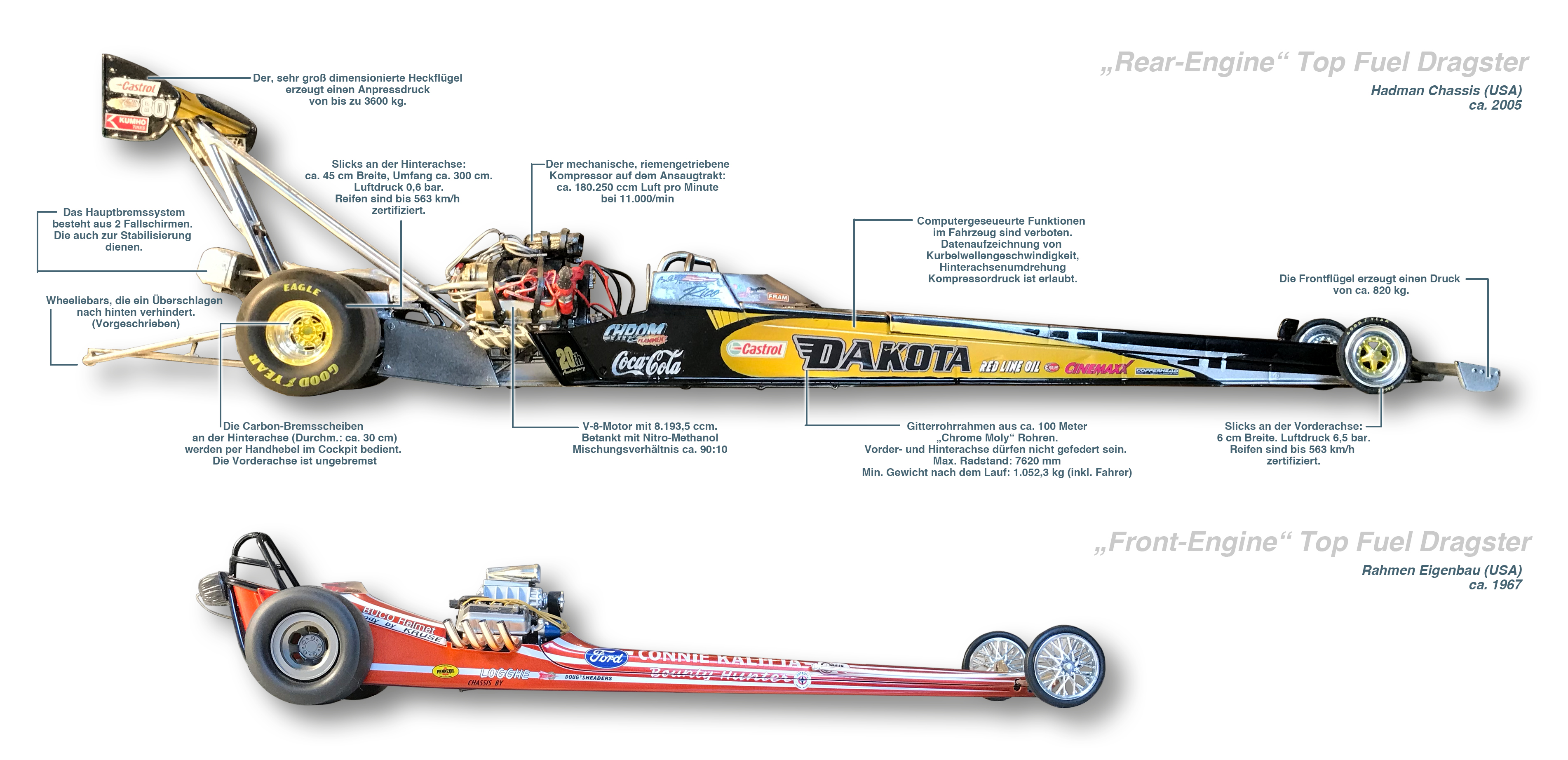
Technische Basisinformationen zu einem TF-Dragster in „Rear-Engine“ Bauweise. Zum Vergleich ein „Front-Engine“ im selben Maßstab.

Top Fuel Dragster sind kompromisslos auf Leistung, Traktion, maximalen Geradeauslauf ausgelegt. Für die Fahrzeuge sind zum Schutz der Fahrer und der Zuschauer umfangreiche Sicherheitsvorschriften festgelegt. In der Anfangszeit des Dragstersports dominierte die Form des Front-Engine-Dragsters. Die Sicherheit der Piloten wurde damals weitgehend außer Acht gelassen. Mit der zunehmenden Leistung und den damit steigenden Gefahren eines „Engine Blow-up“ (dt.: „geplatzter Motor“) für den direkt dahintersetzenden Fahrer wurde diese Konfiguration in den 1960er Jahren zu einem Problem. Don Garlits, einer der führenden Protagonisten dieser Zeit, entwickelte nach einem schweren Unfall mit seinem Front-Engine das neue Konzept des hinter dem Fahrer eingebauten Motors. Diese Bauweise setzte sich auch wegen der zusätzlichen positiven Auswirkungen auf die Fahrbarkeit durch. Heute sind original erhaltene „Front-Engine-TF“ nur noch bei durchaus beliebten Nostalgia-Veranstaltungen zu sehen. Es gibt in den USA aber eine Serie, die das Front-Engine-Konzept bei den Dragstern beibehält und die Fahrzeuge mit modernen Motoren, aerodynamischen Komponenten und aktuellen Sicherheitssystemen ausrüstet.

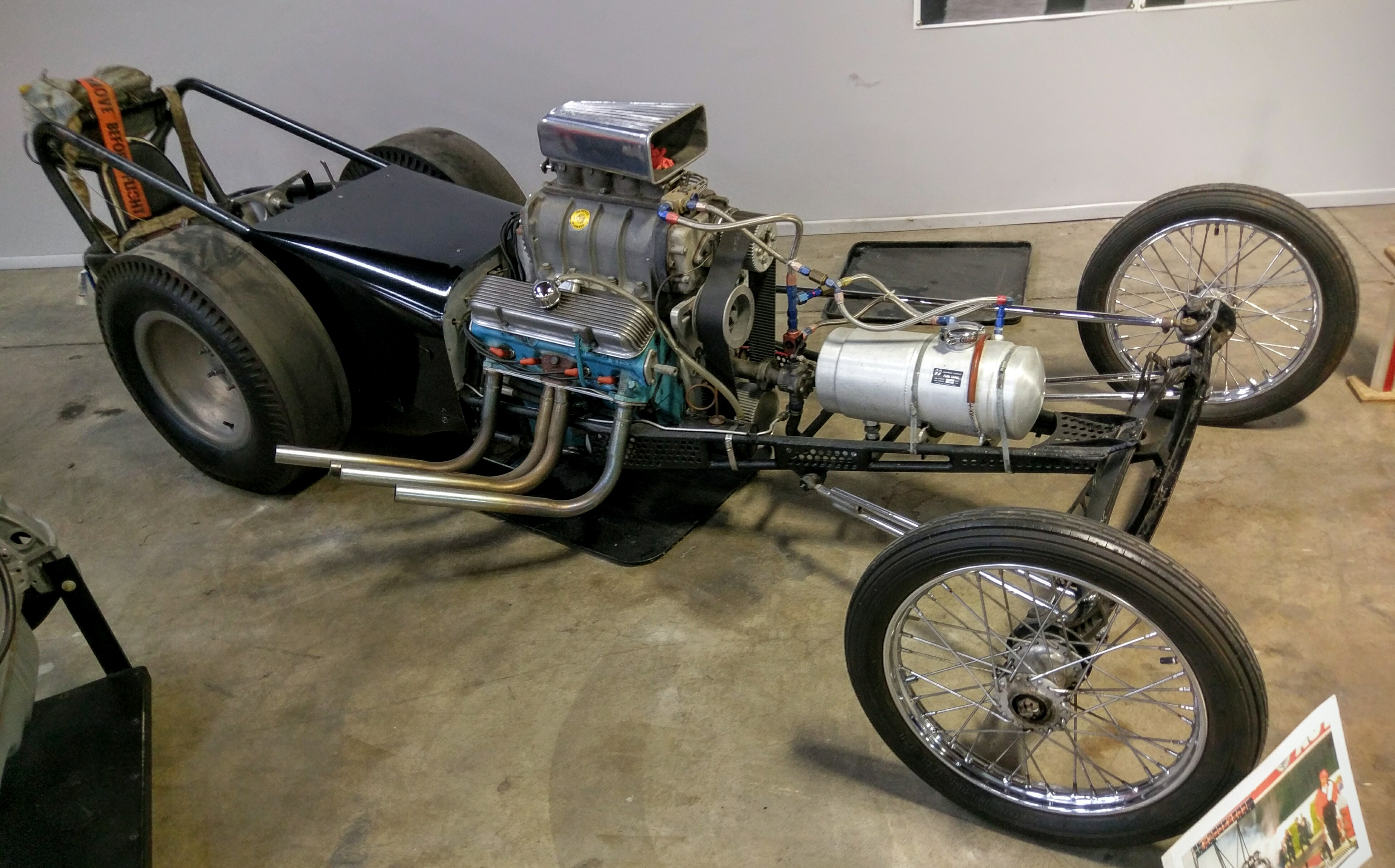
Früher „Fueler“ aus dem Jahr 1958
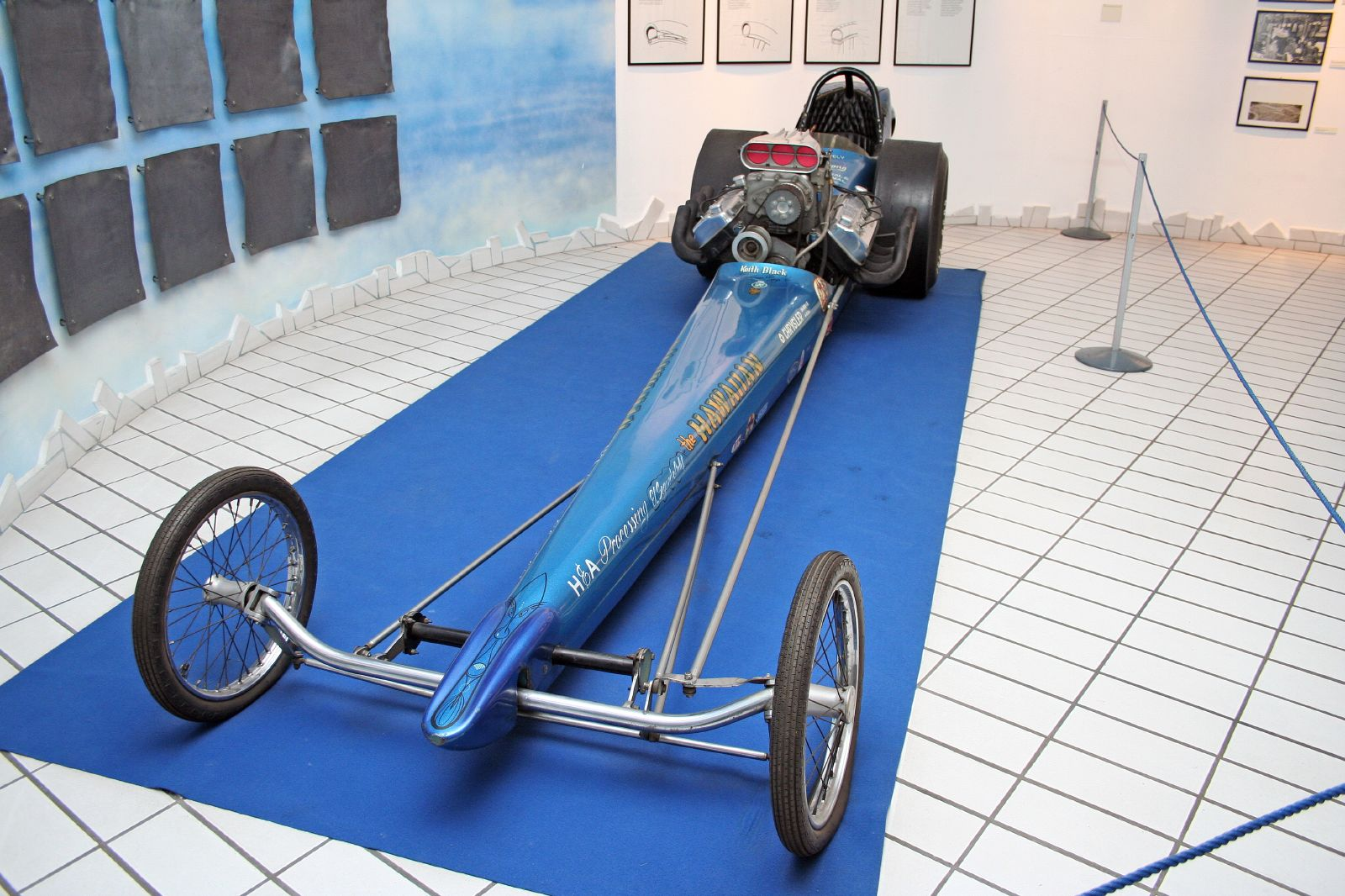
Front-Engine-TF mit dem damals weit verbreiteten Keith Black Motor (zweite Hälfte der 1960er)
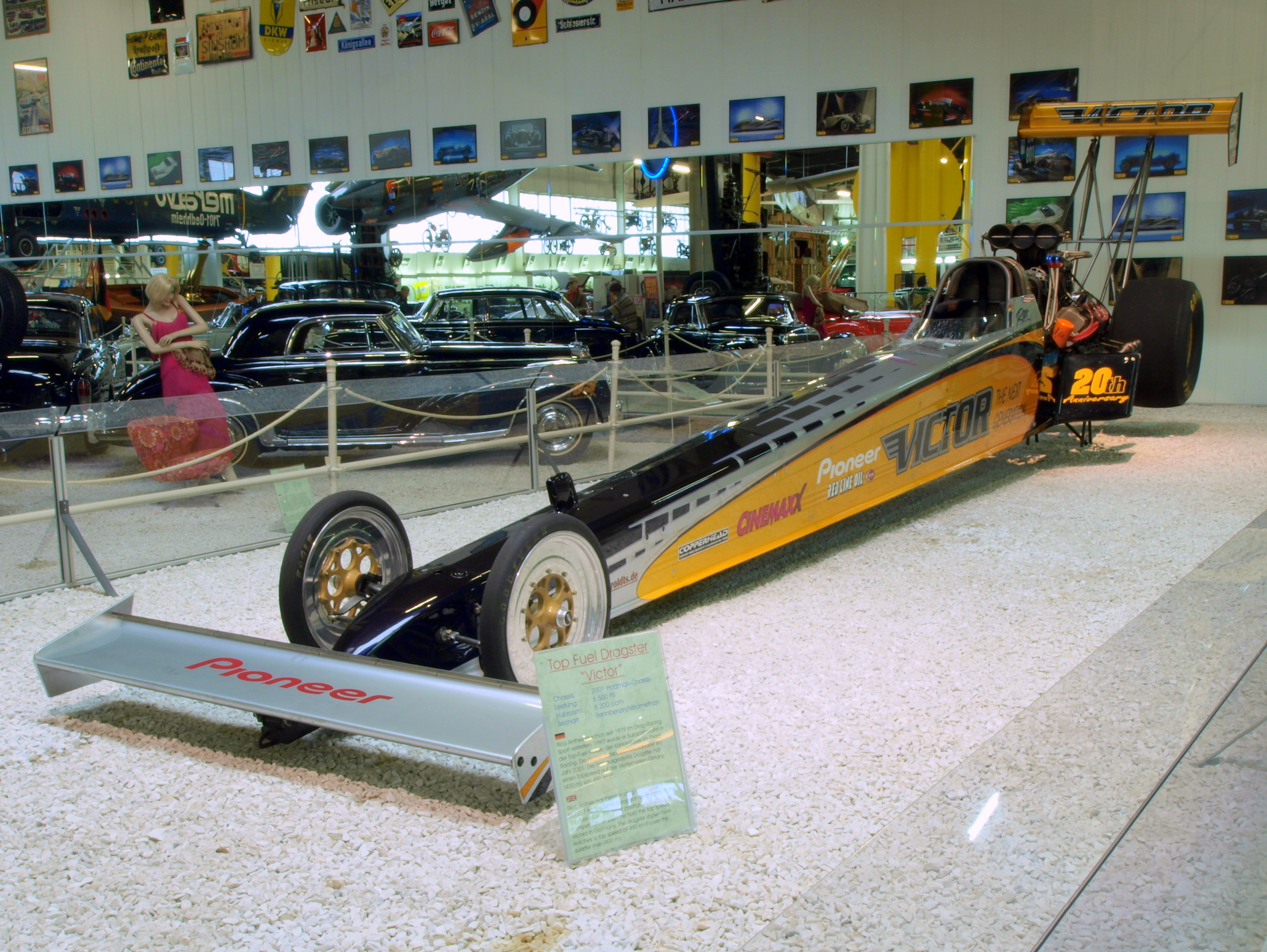
TF-Dragster des einzigen deutschen Top-Fuel-Piloten und FIA-Champions 1997 Rico Anthes im Museum Sinsheim.
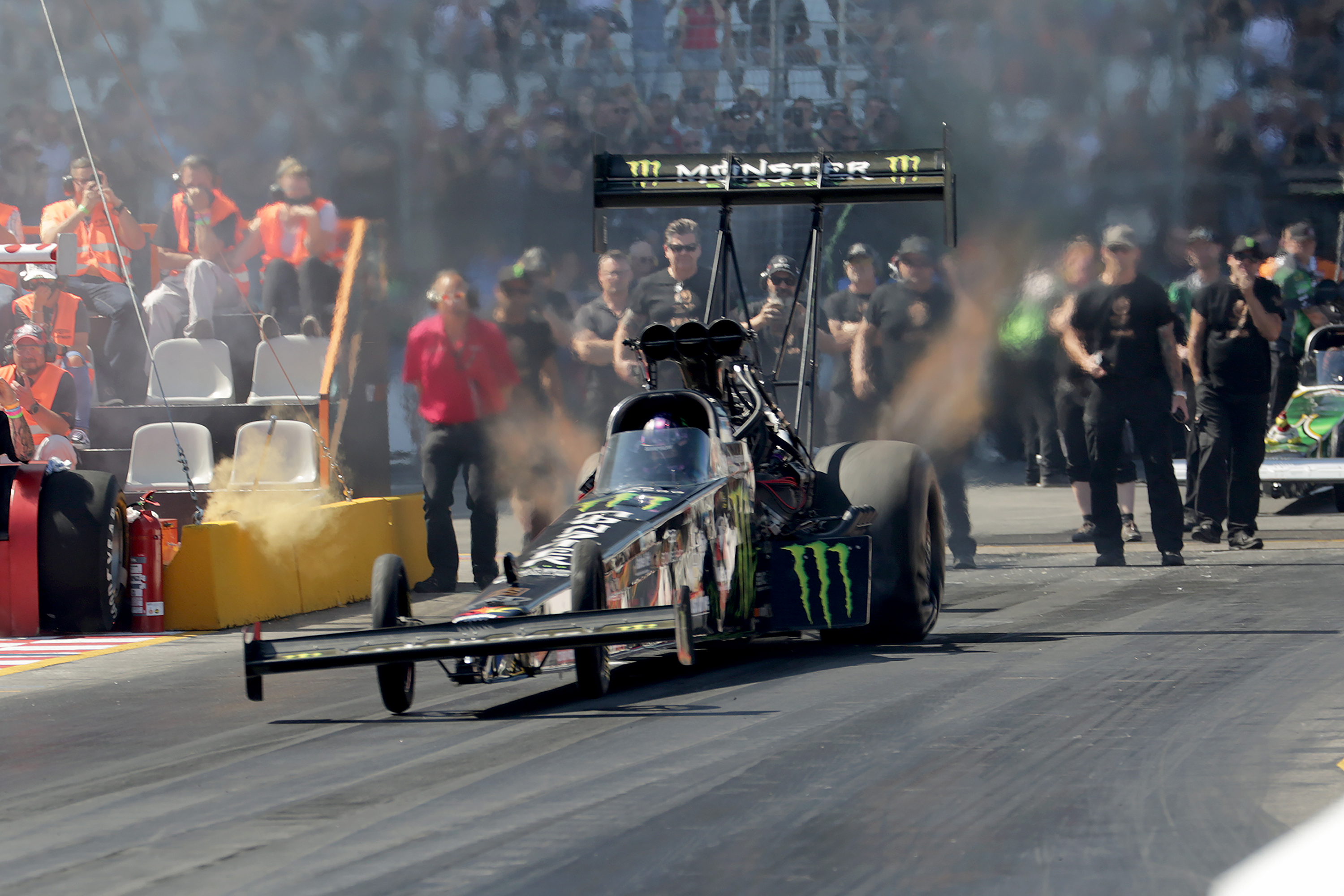
Start eines Top Fuel Dragsters (Jndia Erbacher, Schweiz) bei einem Wertungslauf auf der Rico Anthes Quartermile 2019.

## Top Fuel Funny Car

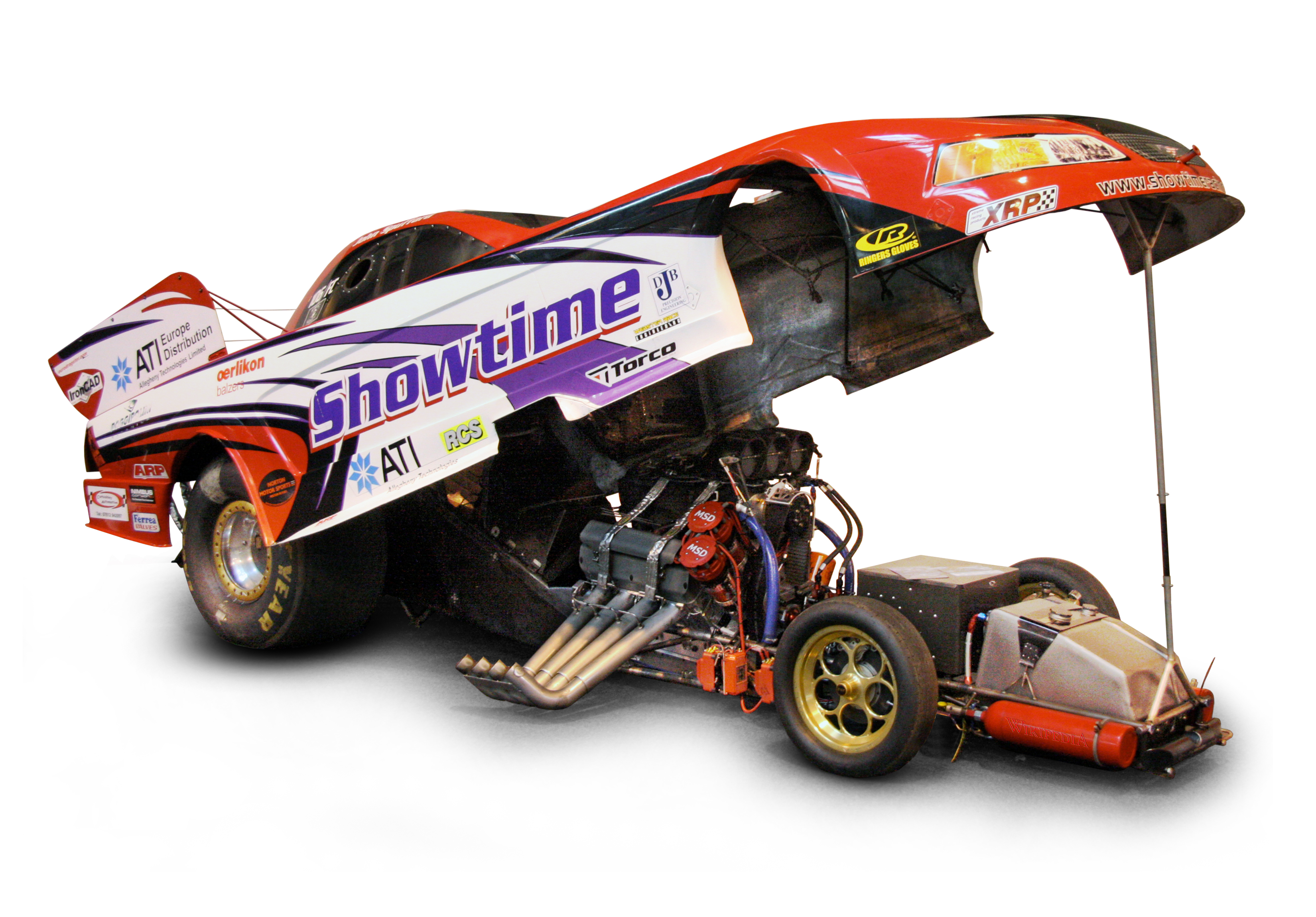
Top Fuel Funny Car mit hochgeklappter Karosserie (ca. 2008)

Top Fuel Funny Cars (Klassen Kürzel FC oder TFFC) haben einen deutlich kürzeren Radstand als die TF-Dragster (3175 mm gegenüber 7620 mm). Die Karosserie ist ein einteiliger Kunststoffabguss (heutzutage hauptsächlich Carbon), der häufig auf einem US-Serienfahrzeug basiert. Gängige Vorbilder sind zum Beispiel Chevy Camaro Z 28, Chevy Monte Carlo, Ford Mustang oder der Dodge Charger. Diese „Bodys“ werden zum Ein- und Aussteigen des Fahrers komplett nach oben geklappt und sind aerodynamisch soweit modifiziert, dass sie nur noch entfernt an das zugrunde liegende Serienmodell erinnern. Der Motor ist hier vor dem Fahrer platziert, was zusammen mit dem kurzen Radstand das Handling deutlich erschwert und oft zu spektakulären Ritten über die Quartermile führt; dieser Umstand war für die Klasse letztlich namensgebend.
Die inzwischen vorgeschriebenen Umhüllungen des Motors mit Kevlargewebe (sogenannte „Sprengmatten“), eine massive Schutzplatte zwischen Fahrer und Motor, sowie On-Board-Feuerlöschsysteme bieten inzwischen ausreichenden Schutz.

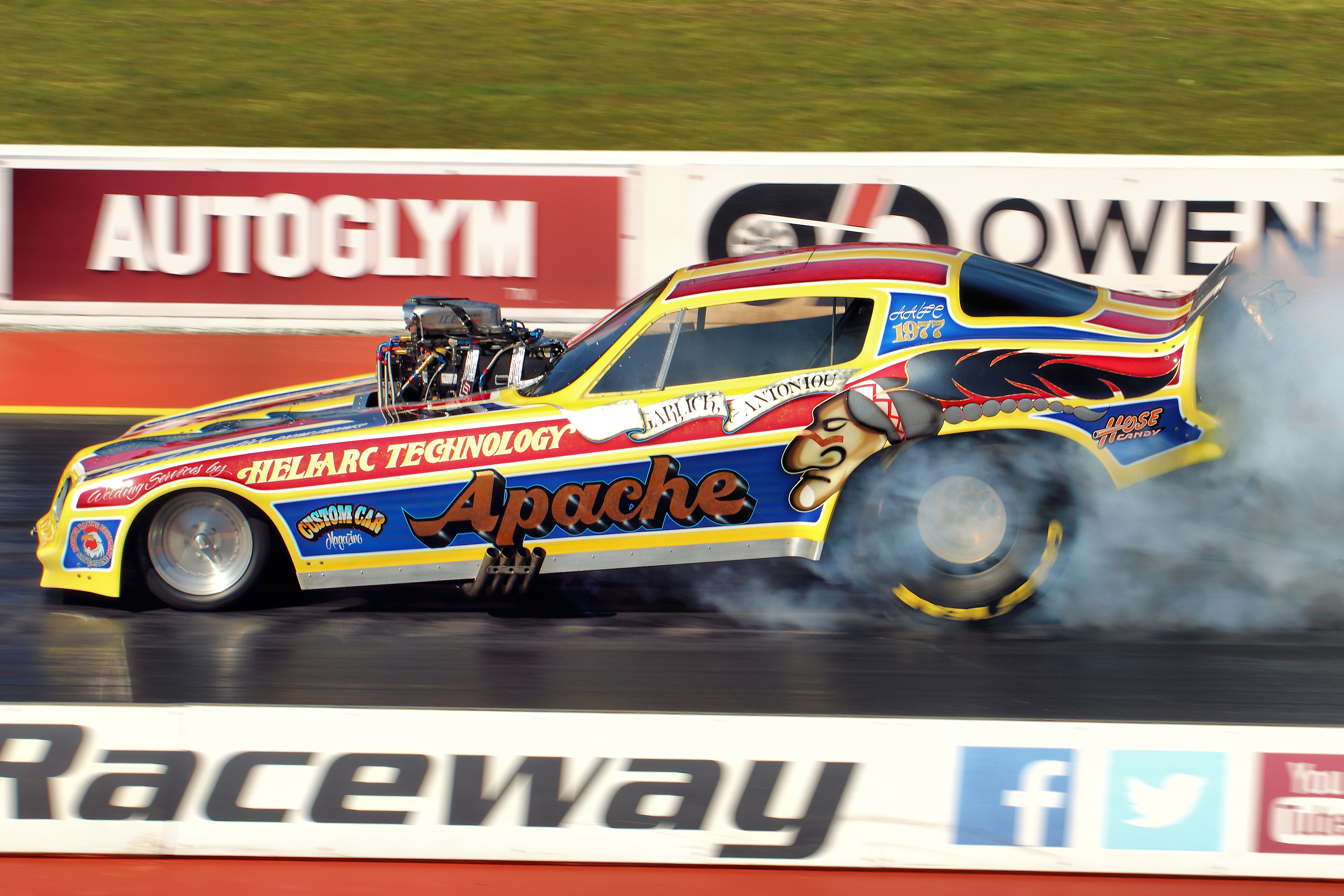
Nostalgia Funny Car (ca. 1970er)
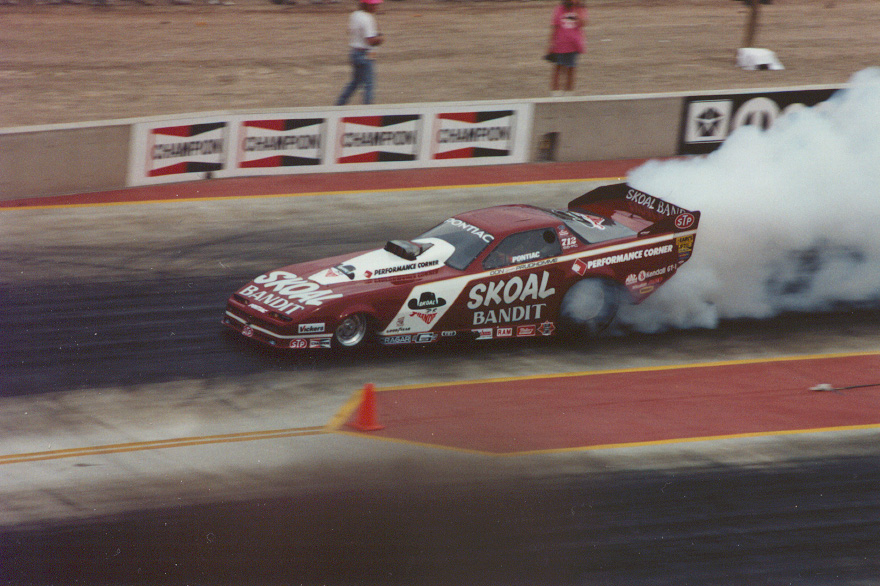
TF/FC von Don Prudhomme (1990)
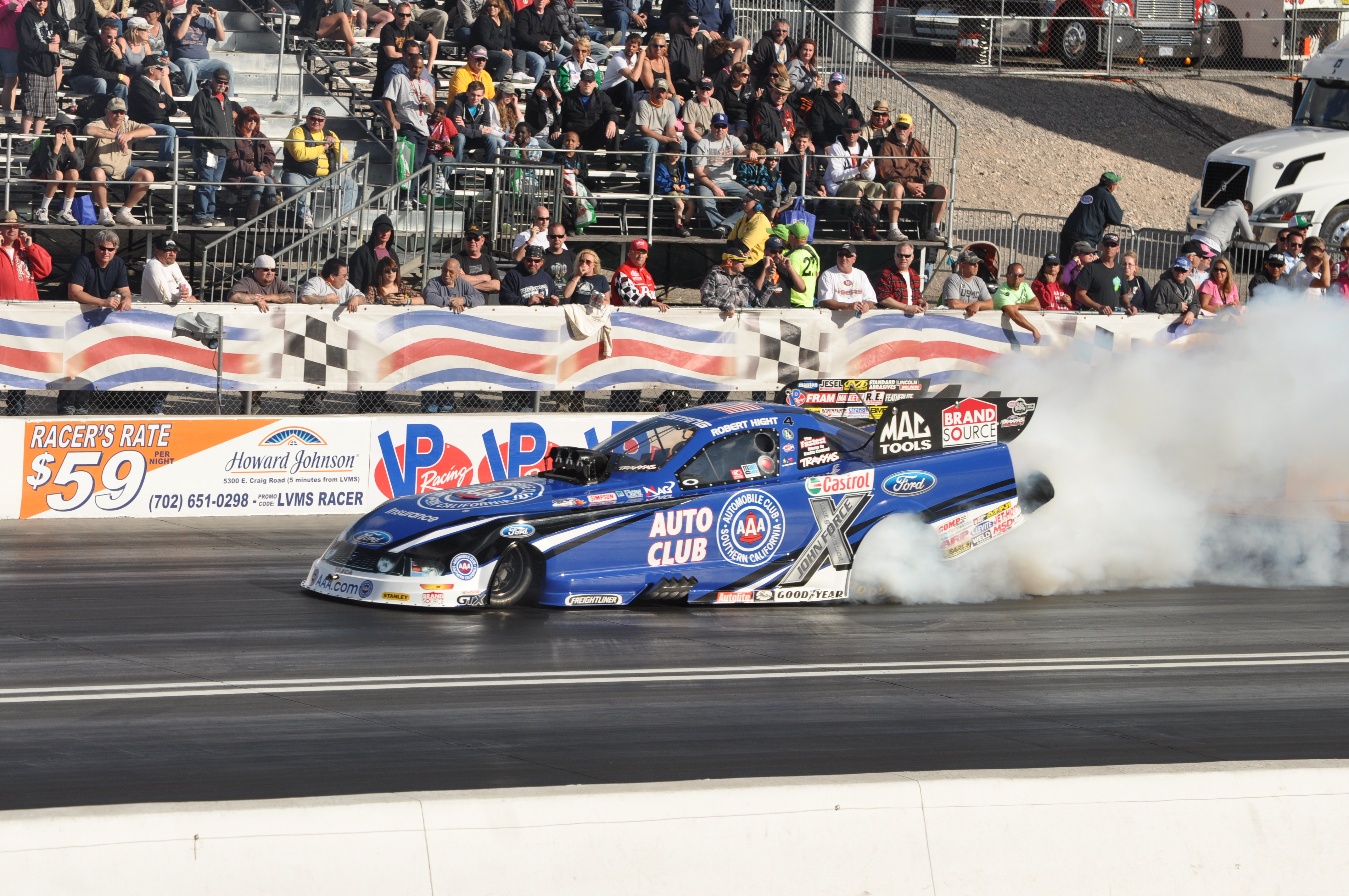
Robert Hight in seinem 2012er JFR Ford Mustang Funny car
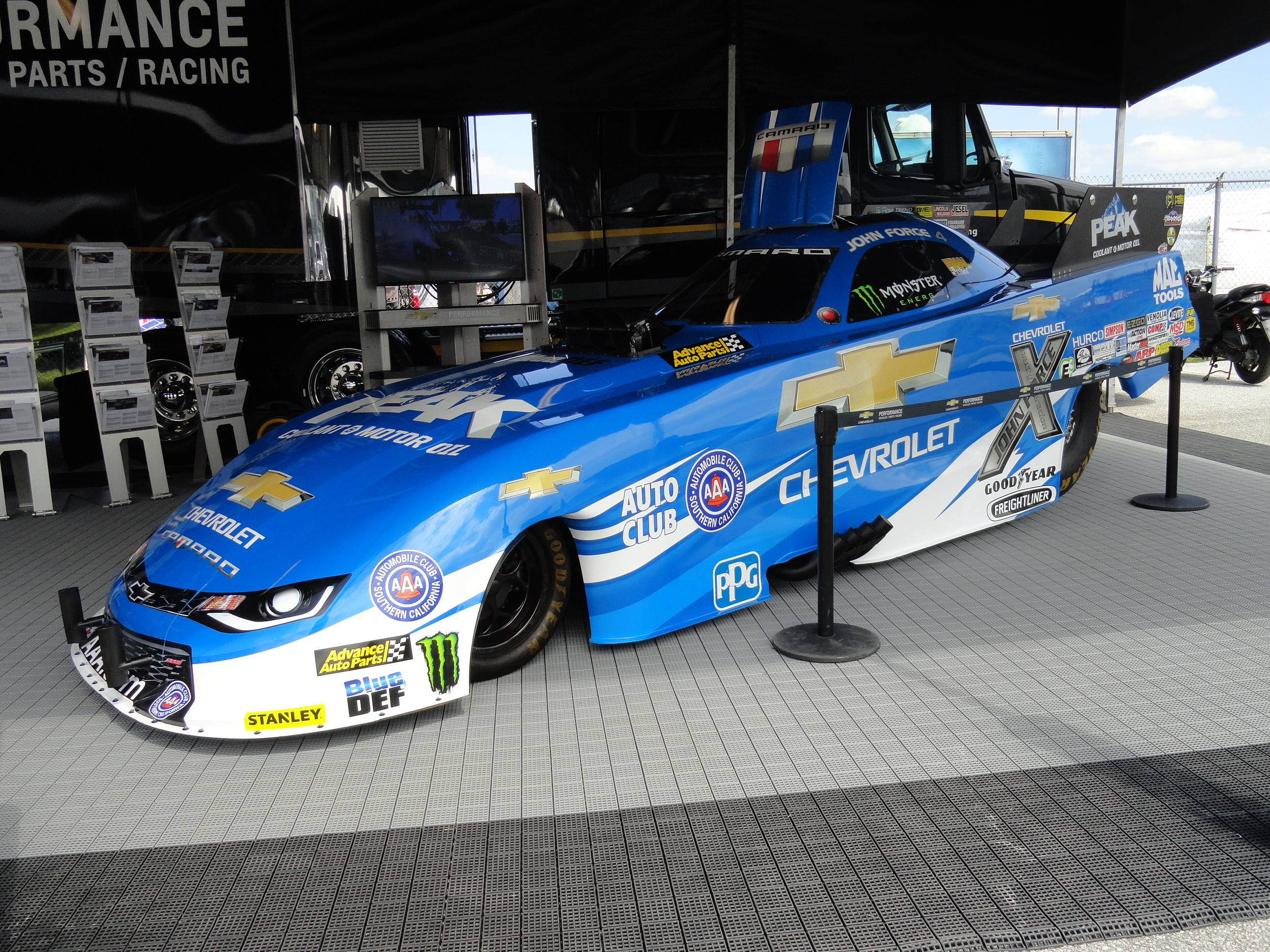
TF-Funny Car von John Force mit Chevy Camaro Body (2017)

## Technik

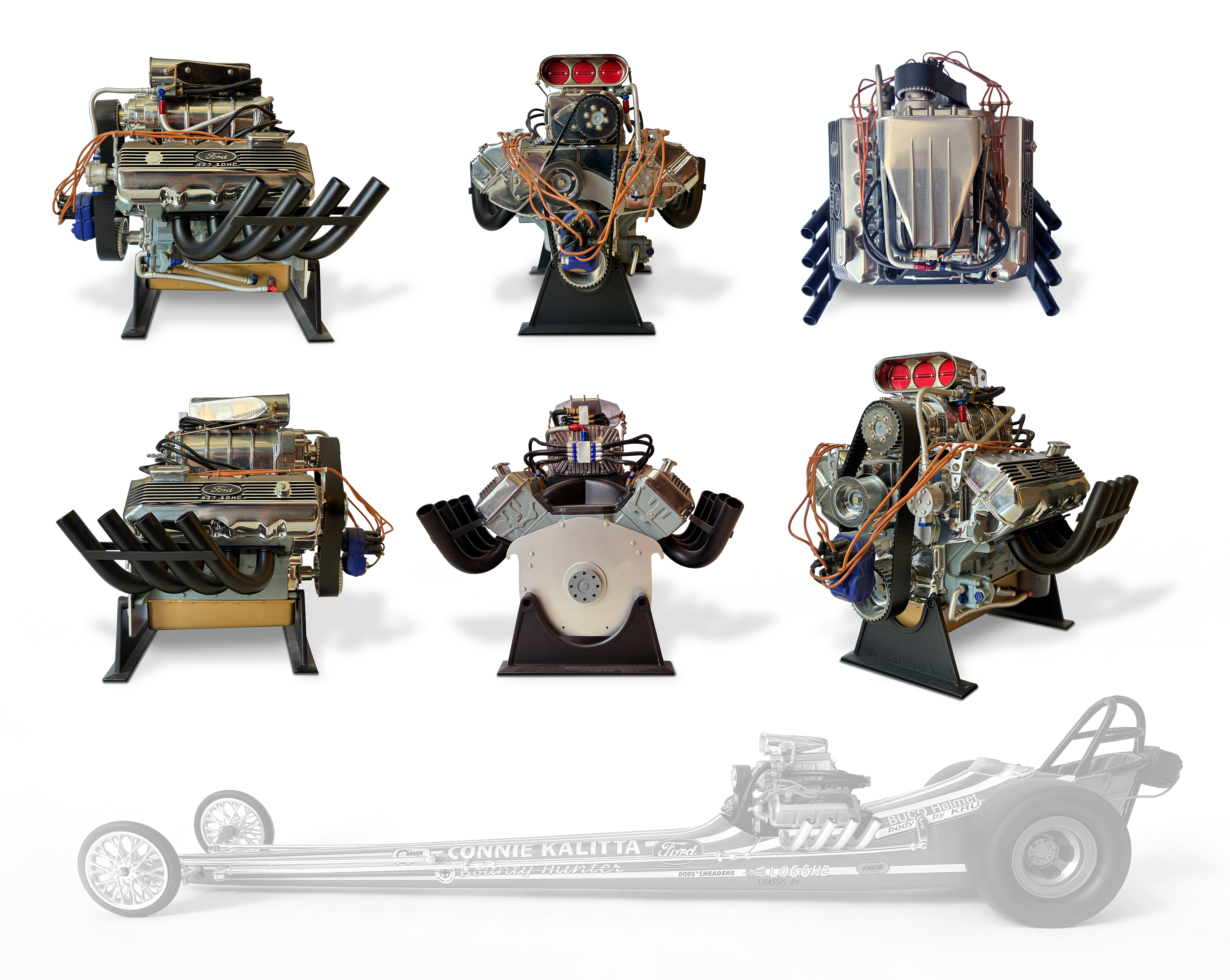
Ansichten eines Top Fuel Motors auf Basis eines Ford 427 SOHC V8 mit Roots-Kompressor, wie er in den 1960er- 70er Jahren in Front-Engine-Dragstern und Funny Cars eingesetzt wurde

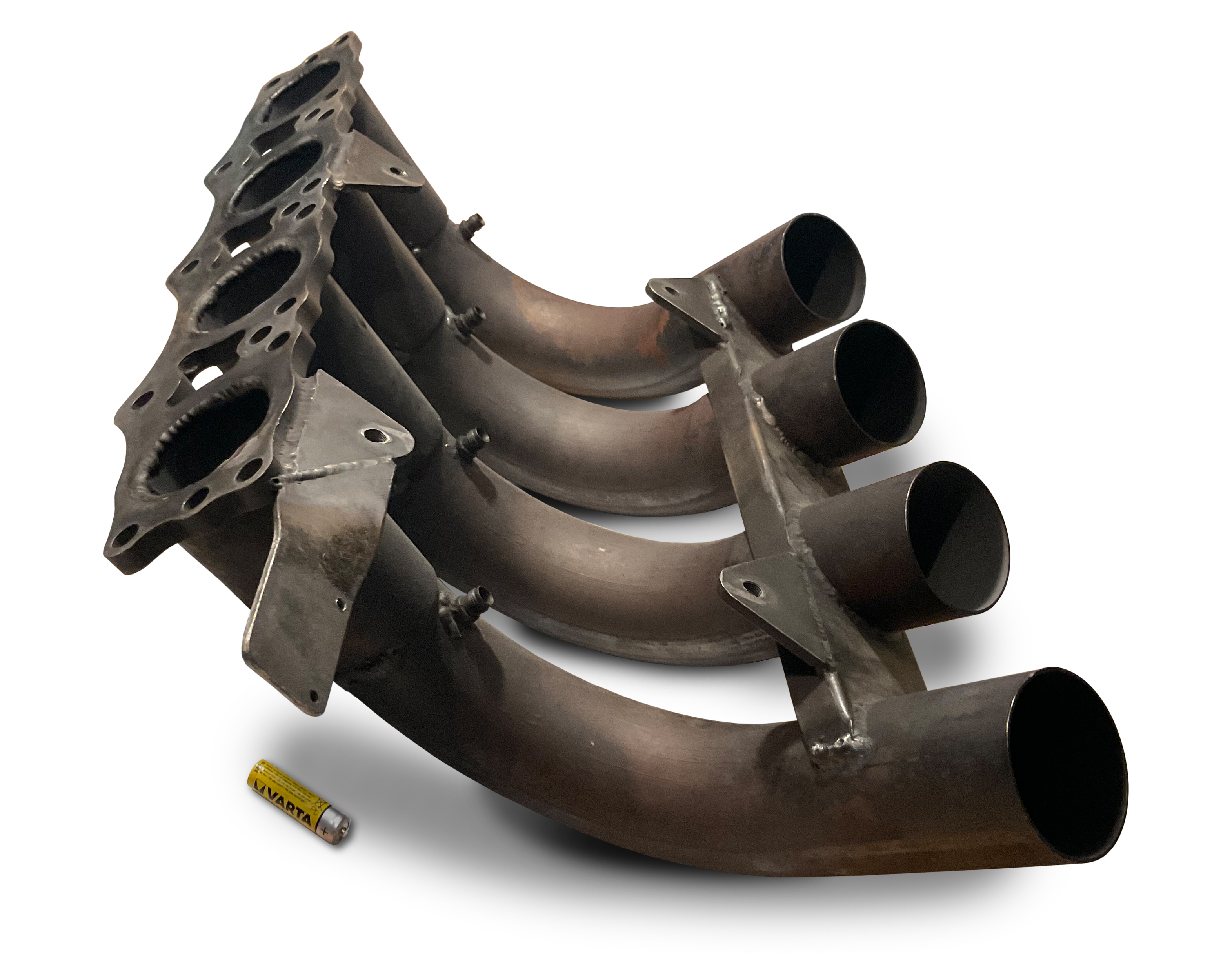
Abgaskrümmer, sog. „Krümmerbrücke“ (rechte Seite) eines Top Fuel Dragsters (mit AA-Bat. zum Größenvergleich). Der Durchmesser eines einzelnen Endrohrs beträgt 5,9 cm

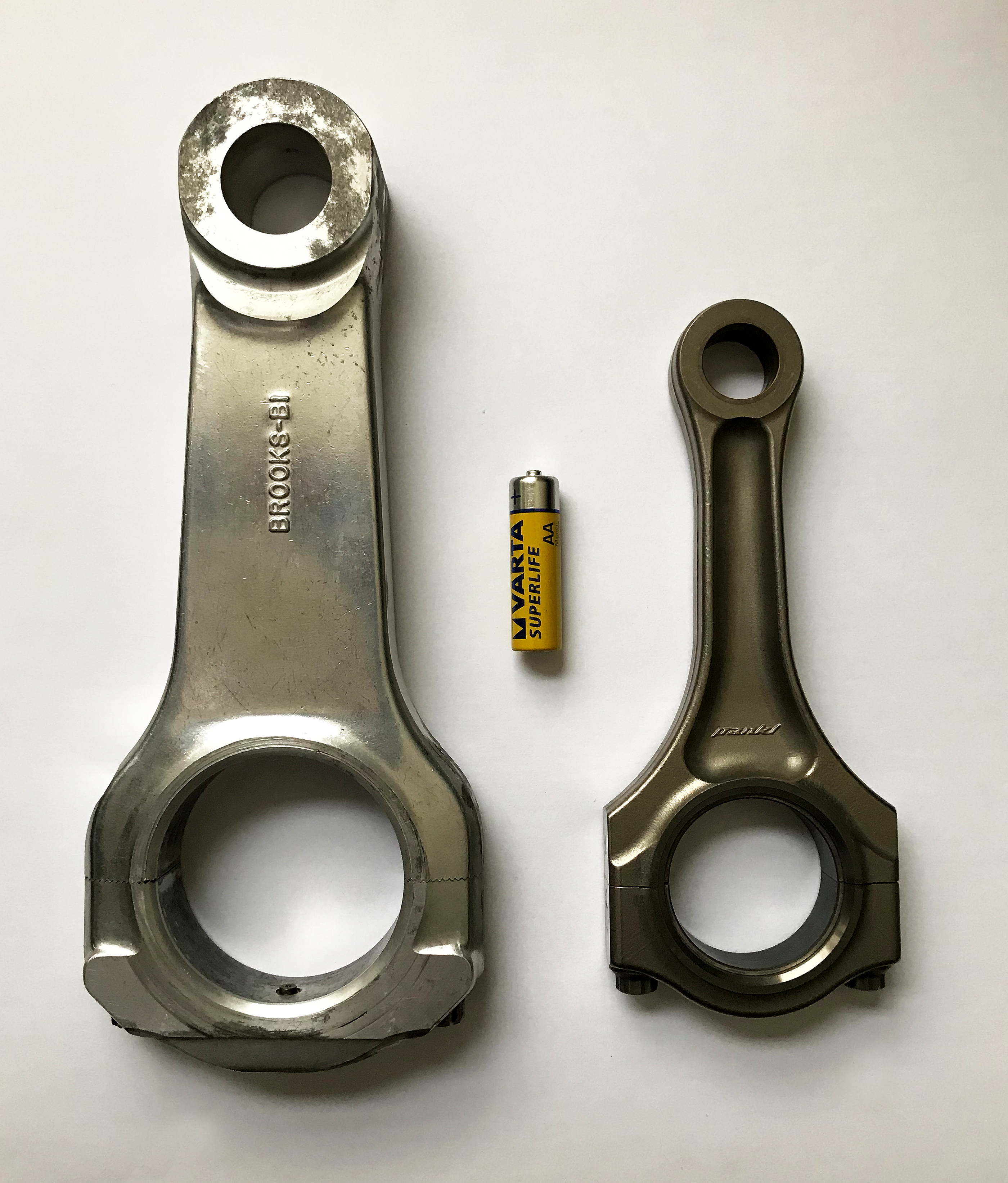
Pleuel eines TopFuel Dragsters und eines Ferrari 458

### Motoren
Motoren benötigen zur Verbrennung des Treibstoffes Sauerstoff, der in der Luft enthalten ist (Luftbedarf). Bei freisaugenden Motoren wird die Luft angesaugt, indem durch die Kolbenbewegung ein Unterdruck im Ansaugrohr erzeugt wird. Aufgeladene Motoren haben einen Verdichter, der einen Überdruck im Ansaugrohr erzeugt, also die Luft künstlich in den Motor hineinpumpt. Der Verdichter wird entweder von einer Abgasturbine (Turbolader) oder mechanisch über einen Riemen von der Kurbelwelle (Roots-Gebläse) angetrieben. Top-Fuel-Dragster haben nahezu ausschließlich aufgeladene Motoren mit Roots-Gebläse, weil die Aufladung die Zylinderfüllung verbessert und so eine signifikante Leistungssteigerung möglich ist.
Als Kraftstoff wird Nitromethan verwendet. Bei der Reaktion im Brennraum entsteht gemäß der Reaktionsgleichung 2 CH3NO2 → 2 CO + 2 H2O + H2 + N2 Wasserstoff, der unverbrannt ausgestoßen wird und in der Außenluft verbrennt, weswegen meterlange Auspuffflammen (so genannte „header flames“) auftreten. Nitromethan hat zwar nur einen sehr geringen unteren Heizwert von 11,3 MJ/kg (zum Vergleich: Motorenbenzin hat rund 41,8 MJ/kg, Isooktan etwa 44,3 MJ/kg), aber wegen des hohen Sauerstoffgehaltes hat Nitromethan nur einen sehr geringen stöchiometrischen Luftbedarf von 1,7 kg Luft auf 1 kg Kraftstoff. Deswegen hat ein Gemisch aus Nitromethan und Luft einen mehr als doppelt so hohen Gemischheizwert (6647 kJ/kg) wie ein Gemisch aus Isooktan und Luft (2934 kJ/kg), was dazu führt, dass auch eine deutlich größere Energiemenge im Brennraum in mechanische Arbeit umgewandelt werden kann, der Motor also deutlich mehr Leistung als ein benzinbetriebener Ottomotor hat, was durch eine sehr hohe Bauteilbelastung erkauft wird.
Das Reglement begrenzt bei den TF-Dragstern und Funny Cars die Motorengröße auf einen Hubraum von 500 Kubikzoll – das sind 8193 cm³. Die Konstruktion der Motoren basiert auf dem Chrysler-Hemi-Aggregat aus den 1960er-Jahren und ist ausgesprochen einfach gehalten – so gibt es nur eine zentrale Nockenwelle, die über Stoßstangen je zwei Ventile pro Zylinder betätigt. Weil die Verdunstungskälte des eingespritzten Kraftstoffs zur Kühlung über die kurze Renndistanz ausreicht, gibt es in Motorblock und Zylinderköpfen keine Wasserkanäle, was die Steifigkeit erhöht. Die maximale Leistung beträgt ca. 6000 kW (ca. 8160 PS), der Antrieb des Roots-Gebläses benötigt ca. 515 kW (700 PS). Es wird Kraftstoff mit einem Mischungsverhältnis von 90 % Nitromethan und 10 % Methanol verwendet. Der Kraftstoffverbrauch beträgt etwa 1,5 US-amerikanische Flüssiggallonen (5,7 Liter) pro Sekunde unter Volllast und ca. 10–12 US-amerikanische Flüssiggallonen (gerundet: 42 Liter) für einen kompletten Rennlauf (inkl. Burn-out). Unter Volllast hat eine Benzinpumpe eine Förderrate von 64 US liq. gal/min (ca. 4 l/s).
Die Motoren verbrauchen die Elektroden ihrer zwei, zum Teil auch drei Zündkerzen pro Brennraum komplett in einem Lauf, was jedoch kein Problem darstellt, weil bedingt durch die hohe Verdichtung und die enorm heißen Auslassventile spätestens nach der Hälfte des Laufes Glühzündungen auftreten, das heißt, dass sich das Gemisch infolge der Hitze an heißen Stellen im Brennraum (vor allem Auslassventile) entzündet. Im Leerlauf sind diese „Nitro Burner“ an dem trockenen, harten Auspuffgeräusch zu erkennen. Ein mit Vollgas startender Top Fueler erzeugt einen Schalldruck von etwa 150 dB, sodass ein Aufenthalt in unmittelbarer Nähe nur mit Gehörschutz möglich ist. Der Kompressor drückt das Kraftstoff-Luft-Gemisch mit einem Überdruck von bis zu 5 bar in die Brennräume. Bei aufgeladenen Straßenautos sind Ladedrücke bis 1 bar oder knapp darüber üblich. Bei Höchstdrehzahl des Motors erzeugen die Abgase aus den offenen Abgaskrümmern bis zu 3,6 kN Anpressdruck. Die speziell entwickelten V8-Motoren werden nach jedem Lauf zerlegt, kontrolliert und einige Teile, z. B. Lager, pauschal ausgetauscht.

### Leistungsmessung
Durch den energiereichen Kraftstoff Nitromethan und den enormen Ladedruck sind die Motoren in der Lage, für die Dauer von wenigen Sekunden eine sehr hohe spezifische Leistung zu erreichen. Die Dragster der europäischen Teams leisten zwischen 6.000 und 7.000 PS. Die Maximalleistung wird auf die Griffigkeit der Strecke abgestimmt. Die stärksten Dragster stammen aus den USA, dem Ursprungsland des Drag Racings, und erreichen Leistungen von mehr als 8.000 PS, die der Top Teams bis zu 10.000 PS. Aufgrund der kurzen Betriebsdauer wird die Maximalleistung nicht auf einem Motorenprüfstand exakt ermittelt, sondern mit Hilfe von Dehnungsmessstreifen im Antriebsstrang mit der Formel Leistung = Drehmoment × Kurbelwellenwinkelgeschwindigkeit möglichst genau errechnet.

### Reifen
Im Rennsport werden an die Reifen hohe Ansprüche gestellt, die Anforderungen im Drag Racing, speziell an die Hinterräder, sind enorm. Zurzeit (Stand 2020) ist nur ein Reifenfabrikat für TF zugelassen: Der „Goodyear Eagle Dragway Special“ Dieser Reifen ist bis 563 km/h zertifiziert.
Die Hinterreifen sind mit 36,0 × 17,5–16 riesig und haben einen Umfang von ca. 3 Metern. Sie sind so konstruiert, dass sie sich in Durchmesser und Breite bei zunehmender Geschwindigkeit verändern. Der statische Durchmesser von etwa 92 cm vergrößert sich auf 150 cm, während die Breite von 46 cm auf circa 26 cm schrumpft. Dieser Effekt führt zu einem „variablen Übersetzungsverhältnis“ bei der Geschwindigkeit (zurückgelegte Strecke pro Reifenumdrehung). Die Flanken der Reifen sind so konstruiert, dass sie sich beim Beschleunigen gewissermaßen „falten“, da sich die Felge des Rades bei der anfänglichen Beschleunigung schneller dreht als der Reifen und die Seitenwände. Die daraus entstehende Verwindung wird als „Wrapping“ bezeichnet. Wenn der Reifen maximal „wrapped“, ist der Kontakt mit der Strecke so lang wie möglich und bietet maximale Traktion. Sobald der TF die Startlinie verlassen hat, werden die Reifen schnell höher und somit schmaler, was zu einem geringeren Kontakt mit der Streckenoberfläche führt. Zu Beginn dieses Prozesses kann es zu einem sogenannten „Tire Shake“ (Reifenrütteln) kommen. Dessen Ursache ist, dass der Reifen sich nicht aus der Verwindung löst, sondern sich in diesem Zustand selbst „überrollt“ und das Auto dabei heftig durchschüttelt.
Die Reifen werden aus einer sehr hitzebeständigen und widerstandsfähigen Gummimischung mit der Bezeichnung „D2A“ hergestellt. In der Mitte des Reifens beträgt die Dicke dieser Mischung etwa 0,20 in (5,08 mm). Das ist weniger als 1 % der gesamten Reifenstruktur. Das tragende Gerüst ist eine Gewebekarkasse, die hauptsächlich aus Nylon besteht und die erforderliche Flexibilität beziehungsweise Verformbarkeit des Reifens gewährleistet. Der Reifenverschleiß wird durch kleine Löcher im Gummi gemessen, anhand derer das Team abschätzen kann, wie stark die Lauffläche noch ist und wann ein Wechsel erforderlich ist.
Obwohl „Reifenwärmer“ für TF-Dragster erhältlich wären, hat sich der Burn-out als Hauptmethode für die Temperaturerhöhung der hinteren Slicks durchgesetzt. Dabei fährt der Dragster durch eine kleine Menge Wasser und lässt danach die Reifen durchdrehen, wodurch sie zu qualmen beginnen. Bei diesem Vorgang steigt die Temperatur auf bis zu 120 °C. Die „hohe Kunst“ besteht im Folgenden darin, die Wärme danach bis zum eigentlichen Start im Reifen zu halten, indem der Fahrer mit Hilfe seines Einweisers das Auto in den eigenen „heißen“ Gummispuren zurücksteuert, die er gerade gelegt hat, und weitere Wärme (und Traktion) hinzufügt, indem er altes „Gummi-Compound“ von seinen Reifen abschrubbt und frisches Gummi für zusätzlichen Grip auf die Bahn legt. Nach einem Lauf kann die Reifentemperatur kurzzeitig 160 °C bis 180 °C betragen, nicht wegen der Reibungswärme beim Burn-out, sondern in erster Linie wegen der enormen Walkarbeit (mechanische Beanspruchung/Verformung) des Reifens.

## Daten im Vergleich

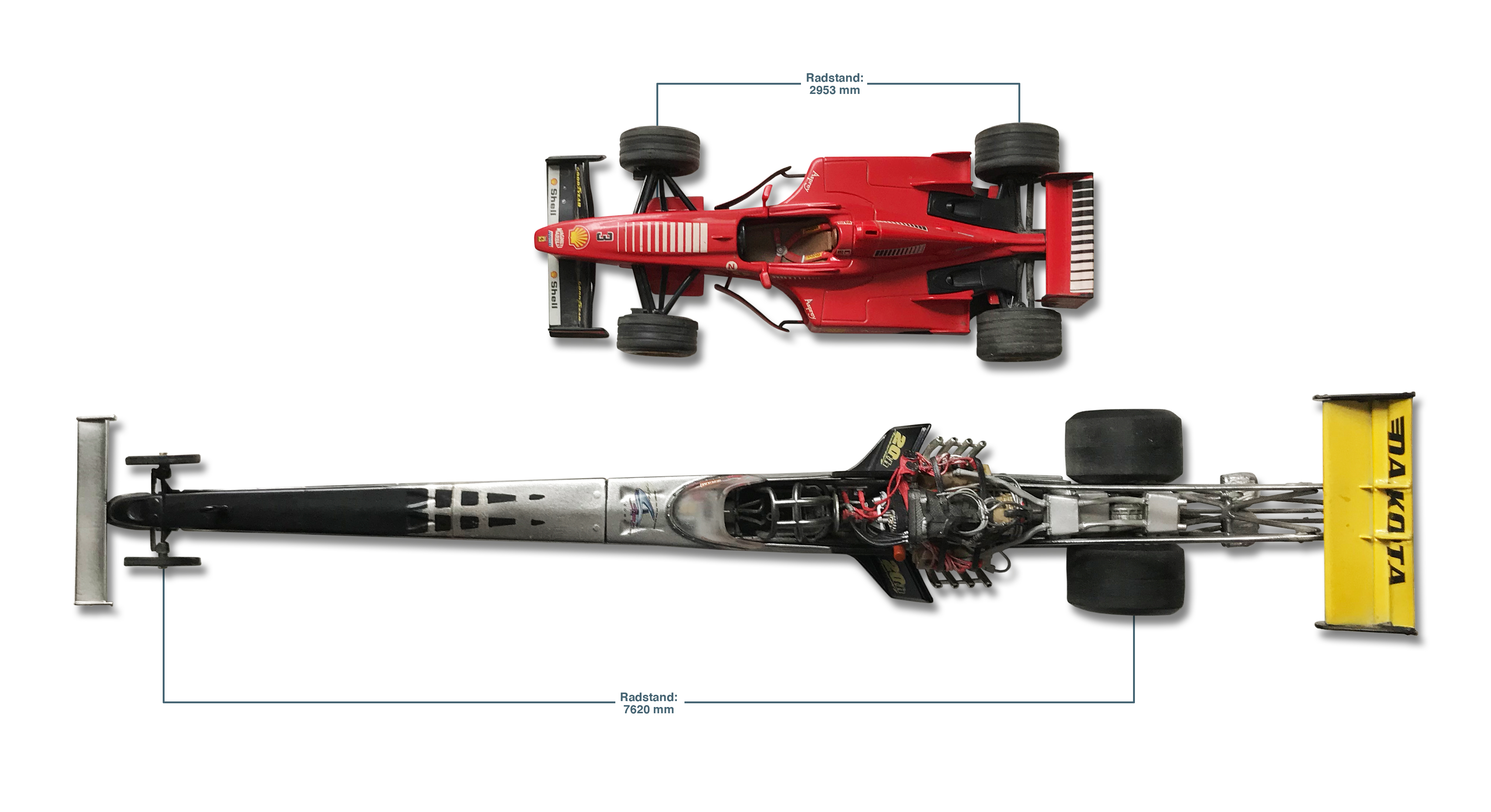
Größenvergleich eines Hadman Top Fuel Dragster (2005) und eines Ferrari F300 (1998)

Um die für den Laien teilweise schwer zu glaubenden Leistungswerte im Top Fuel Dragracing anschaulicher zu präsentieren, werden oft Vergleiche zu bekannteren Vorgängen, Geräten und Situationen hergestellt:
- Beschleunigung: Der Sprint von 0 auf 100 mph (160 km/h) wird in knapp 0,8 Sekunden vollzogen, nach etwa 200 m werden je nach Start und Übersetzung bereits ca. 450 km/h (280 mph) erreicht. Die stärksten Fahrzeuge der nordamerikanischen Profiserie NHRA erreichen aus dem Stand Geschwindigkeiten von bis zu 530 km/h in etwa 3,8 Sekunden.
- Treibstoff: Ein TF verbraucht unter Volllast ca. 5,6 Liter Treibstoff pro Sekunde. Das ist ungefähr so viel wie eine voll beladene Boeing 747 auf Reiseflughöhe verbraucht, oder der Flüssigkeitsdurchsatz von 8 gleichzeitig laufenden Badezimmerduschen.
- Downforce: Die bei einem TF-Motor unter Volllast austretenden Abgase produzieren zuzüglich zu Front- und Heckflügel eine Anpresskraft von etwa 3560…4450 N (~362 bis ~453 kg).
- Leistung: Die Motoren erreichen Leistungswerte im Bereich von 6000 kW (Stand 2015).
- Beschleunigung: Beim Start eines TF-Dragsters wird der Fahrer mit 5 g, also der fünffachen Erdbeschleunigung (rund 49 m·s−2) beschleunigt.[17] Nahezu dieselben Kräfte wirken negativ beim Abbremsen. Zum Vergleich: die maximale Beschleunigung vor Brennschluss eines Space-Shuttle beträgt 3 g.
- Kompressor: Der mechanische, riemengetriebene Kompressor drückt bei 11.000/min ca. 180 dm³ Luft in die Brennräume. Der Antrieb des Kompressors benötigt mehr Leistung, als ein durchschnittlicher Serien-V8-Pkw-Ottomotor erzeugt.
- Drehzahl: Bei einem durchschnittlichen Rennlauf macht ein TF-Motor nur ca. 540 Umdrehungen der Kurbelwelle zwischen Start und Ziel. Mit dem Burn-out zusammen kommt er auf ca. 900 Umdrehungen.
- Nitro-Kosten: Der Liter Nitro-Methanol kostet etwa 11 Euro (Stand: 2015). Durchschnittsverbrauch pro Lauf (Quartermile) ca. 38–46 Liter. Das bedeutet ca. 62 Liter pro Kilometer (gerundet) = 68.200 Euro auf (fiktive) 100 Kilometer.
- Kosten pro Lauf: „Wenn das gesamte Equipment bezahlt ist, die Crew umsonst arbeitet und nichts zu Bruch geht, dann veranschlagen US-Profiteams die Rennlaufsekunde mit 2000 US-$.“ (Zitat)
- Reifen: Die Slicks an der Hinterachse haben eine Breite von 45 cm, einen Umfang von fast 3 Metern und sind mit einem Druck von nur 0,6 bar gefüllt. Die Vorderräder sind lediglich 6 cm breit und haben einen Druck von 6,5 bar. Alle Reifen müssen bis 563 km/h zugelassen sein. US-Profi-Teams verwenden einen Hinterreifen für 4 bis 5 Läufe (also etwa 2 Kilometer). Ein Pkw-Serienreifen für den EU-Markt hat eine Laufleistung von rund 25.000 bis 50.000 km. Ein TF-Rearslick kostet etwa 500-600 US$.
- Bremsen: Die oft fälschlich als „Fallschirme“ bezeichneten Bremsschirme dienen in erster Linie der Unterstützung und Stabilisierung der 30-cm-Carbonbremsen, da die hohen, mit geringem Luftdruck gefüllten Hinterreifen nur wenig seitliche Stabilität bieten.
- Boxencrew: Nach jedem Rennlauf wird bei einem TF der Motor nahezu komplett zerlegt: Kolben, Pleuel, Kupplung werden getauscht, Prüfung auf etwaige Schäden, Einbau von Ersatzteilen, erneuter Zusammenbau, Testlauf, Vorbereitung zum nächsten Rennen (Tanken, Schirme packen). Dauer: ca. eineinhalb Stunden.

(Quelle:)

## Renndistanz
Nach dem tödlichen Unfall von Scott Kalitta 2008 verkürzte die NHRA die klassische Renndistanz über die „Quartermile“ (402,32 Meter) für Autos der Top-Fuel-Kategorie auf 1.000 Fuß (304,80 m). Hauptziel war eine Reduzierung der Endgeschwindigkeiten, eine Verminderung von Schäden an Motoren und Reifen sowie die Verlängerung der Auslaufzone. 2012 übernahm die FIA diese Distanz in das europäische Reglement. Für die Bikes der TF-Kategorie gilt weiterhin die reguläre Renndistanz (Stand Juli 2020).

## Technische Entwicklung (anhand der Resultate)
Nachfolgende Tabellen dokumentieren die, von FIA und FIM anerkannten, offiziellen Europarekorde in ZEIT und GESCHWINDIGKEIT, für die Dragster und Motorräder der Klasse Top Fuel. Ab Mitte der Saison 2011 war bei den TF-Dragstern aus Sicherheitsgründen zwingend die 1000-Feet-Distanz (statt 1320 ft) vorgeschrieben. Diese Verkürzung der Fahrstrecke sollte in erster Linie die enormen Endgeschwindigkeiten von über 500 km/h verhindern, die in den USA zu einigen schweren Unfällen (mit Todesfolge) geführt hatten. Wie aus den Tabellen ersichtlich, dauerte es lediglich drei Jahre, bis die „500er-Marke“ wieder erreicht war.
Anmerkung: Obwohl es Rekorde für Zeit UND Geschwindigkeit gibt, ist für den Gewinn eines Rennlaufes ausschließlich die gefahrene Zeit ausschlaggebend (bzw. die Summe aus Reaktionszeit an der Ampel und die reine Laufzeit). Für die Rekorde in den Tabellen ist allerdings nur die reine Laufzeit maßgeblich.

### Top Fuel Dragster
| Distanz | Datum    | ZEIT (Sek.) | Fahrer                  | Strecke           |
| ------- | -------- | ----------- | ----------------------- | ----------------- |
| 1320 ft | 09. 1990 | 5:130       | Liv Berstad [NOR]       | Santa Pod, UK     |
| 1320 ft | 05. 1997 | 5:011       | Rico Anthes [DEU]       | Santa Pod, UK     |
| 1320 ft | 09. 1998 | 4:942       | Barry Sheavills [GBR]   | Santa Pod, UK     |
| 1320 ft | 06. 2002 | 4:897       | Andy Carter [GBR]       | Santa Pod, UK     |
| 1320 ft | 05. 2004 | 4:832       | Andy Carter [GBR]       | Santa Pod, UK     |
| 1320 ft | 08. 2006 | 4:830       | Håkan Nilsson [SWE]     | Gardermoen, NOR   |
| 1320 ft | 09. 2006 | 4:747       | Urs Erbacher [SUI]      | Santa Pod, UK     |
| 1320 ft | 07. 2007 | 4:732       | Andy Carter [GBR]       | Mantorp Park, SWE |
| 1320 ft | 09. 2007 | 4:703       | Andy Carter [GBR]       | Santa Pod, UK     |
| 1320 ft | 09. 2010 | 4:572       | Andy Carter [GBR]       | Santa Pod, UK     |
|         |          |             |                         |                   |
| 1000 ft | 06. 2011 | 4:008       | Tommy Johnson Jr. [USA] | Tierp, SWE        |
| 1000 ft | 08. 2013 | 3:965       | Thomas Nataas [NOR]     | Tierp, SWE        |
| 1000 ft | 08. 2014 | 3:955       | Thomas Nataas [NOR]     | Santa Pod, UK     |
| 1000 ft | 05. 2015 | 3:912       | Anita Mäkelä [FIN]      | Santa Pod, UK     |
| 1000 ft | 08. 2015 | 3:878       | Anita Mäkelä [FIN]      | Tierp, SWE        |
| 1000 ft | 08. 2018 | 3:877       | Anita Mäkelä [FIN]      | Tierp, SWE        |
| 1000 ft | 09. 2018 | 3:870       | Anita Mäkelä [FIN]      | Santa Pod, UK     |
| 1000 ft | 05. 2019 | 3:842       | Anita Mäkelä [FIN]      | Santa Pod, UK     |
| 1000 ft | 08. 2019 | 3:816       | Maja Udtian [NOR]       | Tierp, SWE        |
| 1000 ft | 09. 2019 | 3:806       | Maja Udtian [NOR]       | Santa Pod, UK     |
| 1000 ft | 05. 2022 | 3:782       | Ida Zetterström [FIN]   | Santa Pod, UK     |
| 1000 ft | 05. 2023 | 3:773       | Ida Zetterström [FIN]   | Santa Pod, UK     |

| Distanz | Datum    | GESCHW. (km/h) | Fahrer                 | Strecke       |
| ------- | -------- | -------------- | ---------------------- | ------------- |
| 1320 ft | 05. 1997 | 462.54         | Rico Anthes [DEU]      | Santa Pod, UK |
| 1320 ft | 09. 1998 | 478.18         | Barry Sheavills [GBR]  | Santa Pod, UK |
| 1320 ft | 06. 2002 | 485.46         | Barry Sheavills [GBR]  | Santa Pod, UK |
| 1320 ft | 05. 2004 | 493.04         | Andy Carter [GBR]      | Santa Pod, UK |
| 1320 ft | 09. 2006 | 502.47         | Urs Erbacher [SUI]     | Santa Pod, UK |
| 1320 ft | 05. 2010 | 506.73         | Urs Erbacher [SUI]     | Santa Pod, UK |
| 1320 ft | 05. 2011 | 510.26         | Risto Poutiainen [FIN] | Santa Pod, UK |
|         |          |                |                        |               |
| 1000 ft | 06. 2011 | 491.36         | Risto Poutiainen [FIN] | Tierp, SWE    |
| 1000 ft | 08. 2013 | 494.05         | Thomas Nataas [NOR]    | Tierp, SWE    |
| 1000 ft | 08. 2014 | 501.86         | Thomas Nataas [NOR]    | Tierp, SWE    |
| 1000 ft | 09. 2016 | 502.41         | Duncan Micallef [MLT]  | Santa Pod, UK |
| 1000 ft | 06. 2019 | 508.01         | Anita Mäkelä [FIN]     | Tierp, SWE    |
| 1000 ft | 08. 2019 | 513.31         | Jndia Erbacher [SUI]   | Tierp, SWE    |
| 1000 ft | 05. 2023 | 516.62         | Ida Zetterström [FIN]  | Santa Pod, UK |
| 1000 ft | 08. 2024 | 517.24         | Duncan Micallef [MLT]  | Tierp, SWE    |

Quellen:

### Top Fuel Bike
| Distanz | Datum    | ZEIT (Sek.) | Fahrer                      | Strecke         |
| ------- | -------- | ----------- | --------------------------- | --------------- |
| 1320 ft | 09. 1999 | 6:287       | Brian Johnson [GBR]         | Santa Pod, UK   |
| 1320 ft | 09. 2000 | 6:125       | Brian Johnson [GBR]         | Santa Pod, UK   |
| 1320 ft | 09. 2001 | 6:119       | Brian Johnson [GBR]         | Santa Pod, UK   |
| 1320 ft | 09. 2003 | 6:118       | Roel Koedam [NED]           | Santa Pod, UK   |
| 1320 ft | 09. 2009 | 5:979       | Peter Svensson [SWE]        | Santa Pod, UK   |
| 1320 ft | 08. 2011 | 5:964       | Peter Svensson [SWE]        | Hockenheim, DEU |
| 1320 ft | 06. 2012 | 5:923       | Peter Svensson [SWE]        | Tierp, SWE      |
| 1320 ft | 08. 2012 | 5:860       | Peter Svensson [SWE]        | Tierp, SWE      |
| 1320 ft | 06. 2019 | 5:783       | Filippos Papafilippou [GRE] | Tierp, SWE      |
| 1320 ft | 09. 2019 | 5:662       | Filippos Papafilippou [GRE] | Santa Pod, UK   |

| Distanz | Datum    | GESCHW. (km/h) | Fahrer                  | Strecke         |
| ------- | -------- | -------------- | ----------------------- | --------------- |
| 1320 ft | 06. 1995 | 347.62         | Eric Teboul [FRA]       | Gardermoen, NOR |
| 1320 ft | 09. 2001 | 368.86         | Brian Johnson [GBR]     | Santa Pod, UK   |
| 1320 ft | 09. 2003 | 370.13         | Roel Koedam [NED]       | Santa Pod, UK   |
| 1320 ft | 09. 2008 | 371.94         | Sverre Dahl [SWE]       | Santa Pod, UK   |
| 1320 ft | 09. 2009 | 374.09         | Peter Svensson [SWE]    | Santa Pod, UK   |
| 1320 ft | 08. 2011 | 375.56         | Peter Svensson [SWE]    | Hockenheim, DEU |
| 1320 ft | 09. 2015 | 380.14         | Ian King [GBR]          | Santa Pod, UK   |
| 1320 ft | 05. 2016 | 386.16         | Ian King [GBR]          | Santa Pod, UK   |
| 1320 ft | 08. 2017 | 387.41         | Rikard Gustafsson [SWE] | Hockenheim, DEU |
| 1320 ft | 05. 2018 | 403.22         | Rikard Gustafsson [SWE] | Santa Pod, UK   |
| 1320 ft | 09. 2022 | 405.96         | Rikard Gustafsson [SWE] | Santa Pod, UK   |
| 1320 ft | 05. 2023 | 419.48         | Rikard Gustafsson [SWE] | Santa Pod, UK   |

Quellen:

#### Resultate außerhalb FIA / FIM
Am 25. Juli 2025 war Brittany Force auf dem Sonoma Raceway in Kalifornien (USA) die erste Fahrerin, die auf den letzten 20 Metern der 1000 Fuß langen Strecke die Marke von 550 km/h überschritt. Ihr Lauf dauerte 3,645 Sekunden und ihre Endgeschwindigkeit betrug 343,16 mph (552,262 km/h).

## Top Fuel in anderen Kategorien

### Drag Bikes

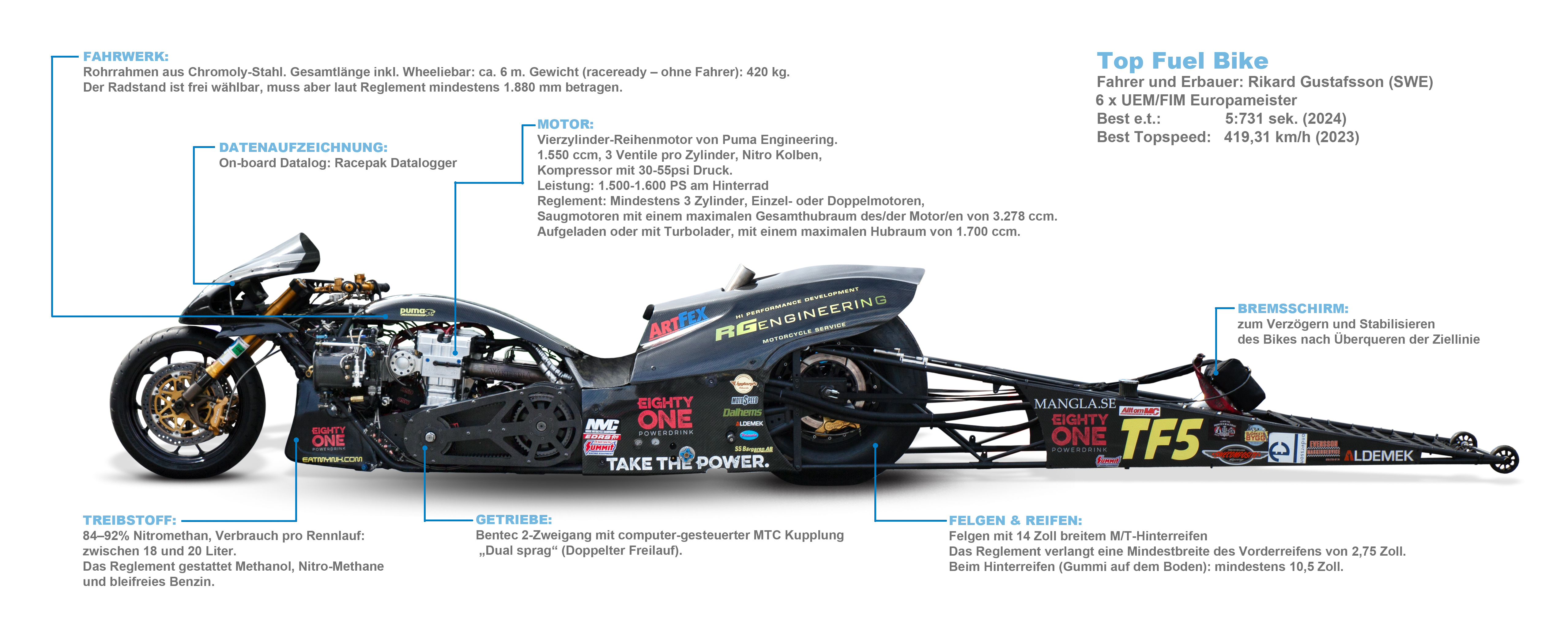
Technische Informationen zu einem Drag Bike der Klasse Top Fuel. Die Bestmarken dieser Maschine sind 5:731 / 419,31

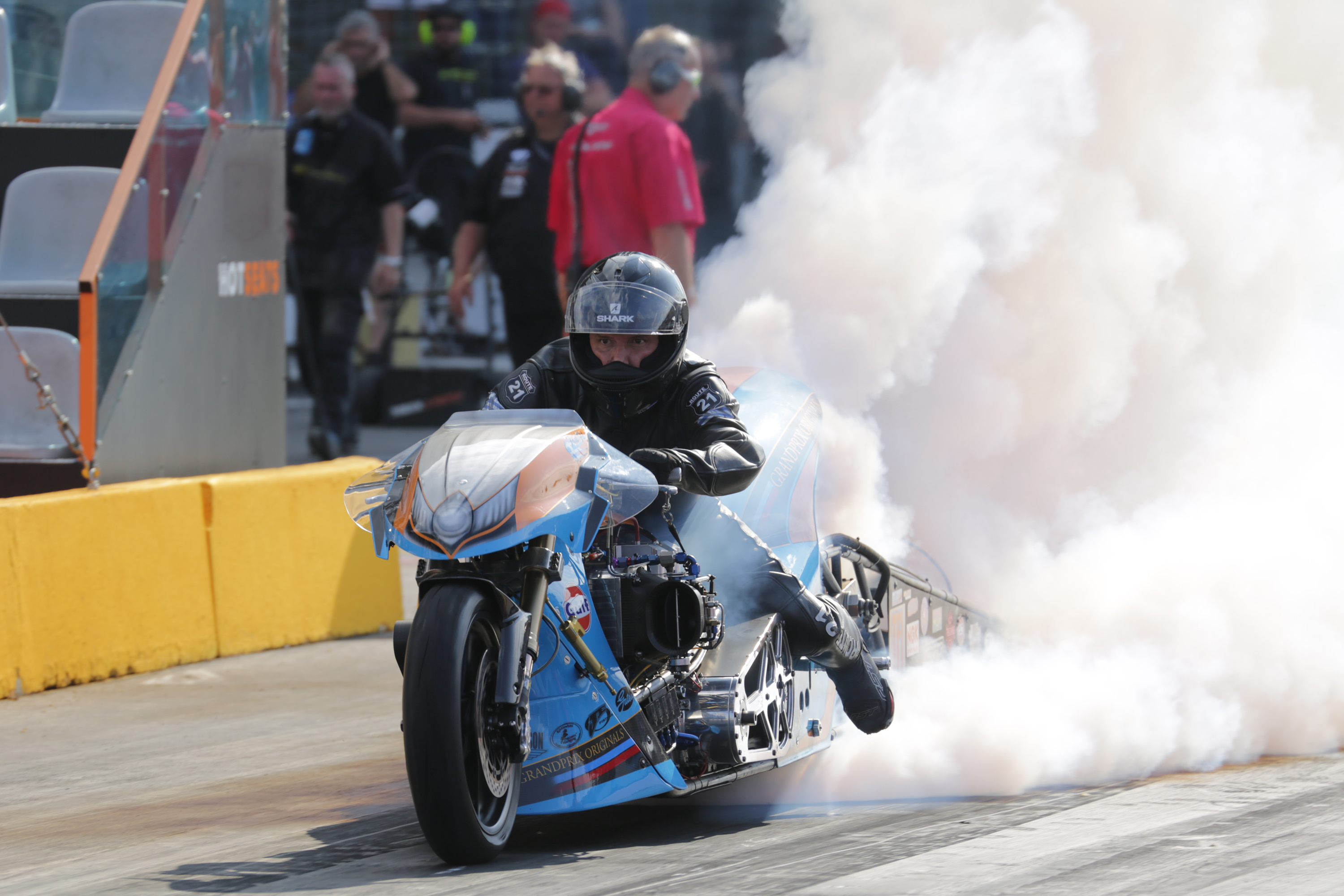
Top Fuel Bike beim Burn-out vor dem Start

Bei den Drag Bikes unterliegen die Klassen Top Fuel Bike (TF/B) und Super Twin Bike (ST/TF) kaum Beschränkungen hinsichtlich möglicher Modifikationen. Bei den TF-Bikes ist eine Mindestanzahl von 3 Zylindern vorgeschrieben. Die Motoren sind Einzelanfertigungen, die meist aus dem Vollen gefräst werden. Als Kraftstoff wird hauptsächlich Nitromethan verwendet, neuerdings ist aber auch der Einsatz von reinem Methanol und bleifreiem Benzin gestattet. Die Verwendung von Kompressoren oder Turboladern ist erlaubt. Bei der Verwendung von reinen Saugmotoren sind ein oder auch zwei Motoren mit einem maximalen Hubraum von 3278 cm³ zulässig. Der maximal zulässige Hubraum für aufgeladene 4-Zylinder-Motoren beträgt 1700 cm³. Top Fuel Bikes leisten über 1000 PS. Zurzeit (Stand: Saisonende 2023) liegen die europäischen Bestzeiten auf der Quartermile (402,32 m) bei 5,662 Sekunden und 419,48 km/h.
Die Zweizylinder der „STTF“ stammen im Allgemeinen von US-amerikanischen Spezialfirmen und ähneln äußerlich den V-Motoren der Traditionsmarke Harley-Davidson; es wurden aber auch schon sehr gute Ergebnisse mit Parallel-Twins erzielt. Für Saugmotoren ist der Hubraum auf 3000 cm³ beschränkt. Aufladung mit Kompressoren oder Turboladern ist erlaubt, der maximal zulässige Hubraum beträgt dann 2000 cm³ bei der Verwendung von 90 % Nitromethan und 1700 cm³ bei der Verwendung von bis zu 100 % Nitromethan. Die Motoren leisten über 800 PS (588 kW) und erlauben Viertelmeilen-Zeiten von weniger als sieben Sekunden. Die nach FIM/E geltenden Bestmarken (2× erzieltes Ergebnis innerhalb 3 %) liegen aktuell (Stand: Saisonende 2023) bei 5,999 Sekunden und 370,74 km/h.

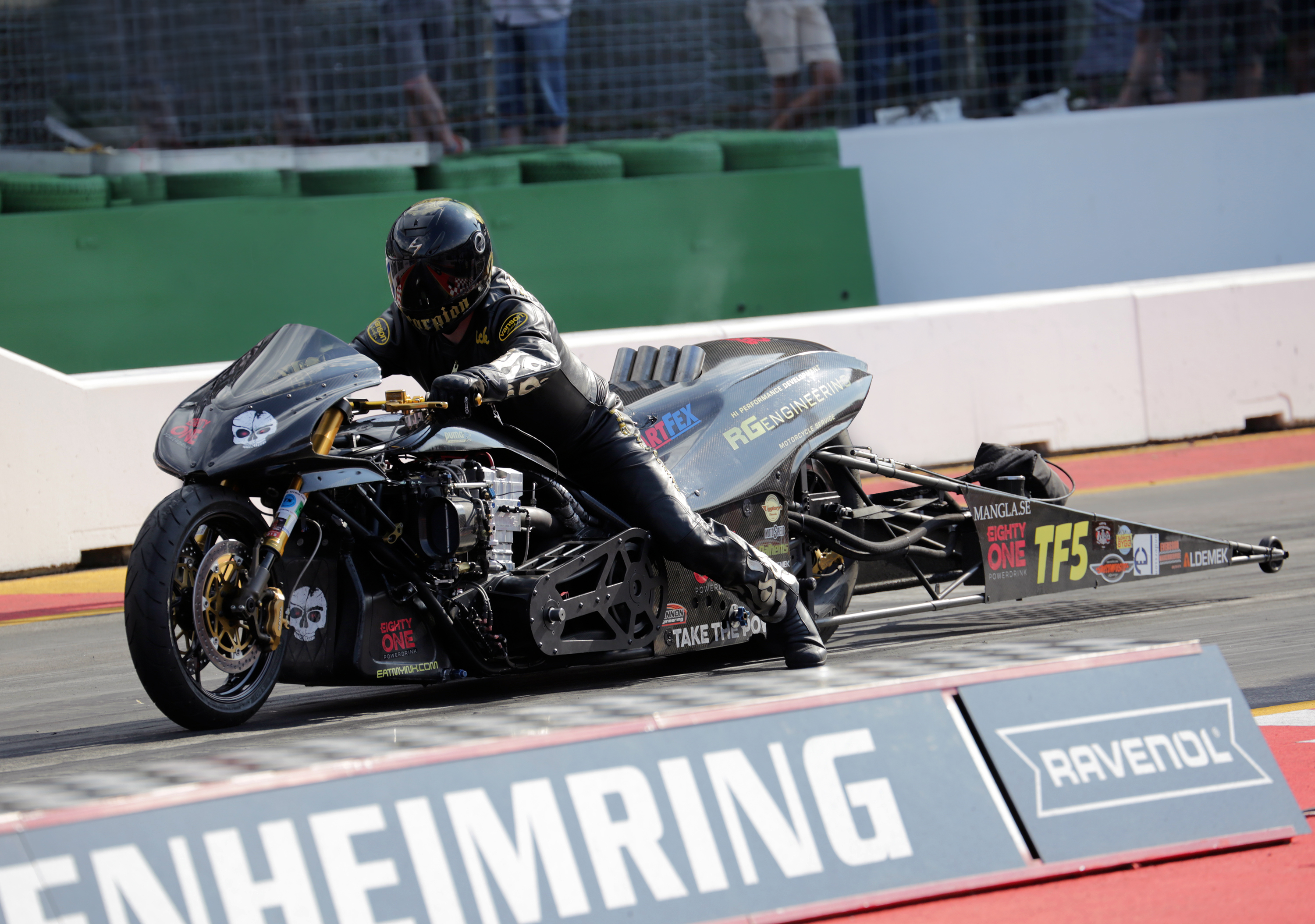
FIM/E Top Fuel Bike. Rikard Gustafsson (SWE)
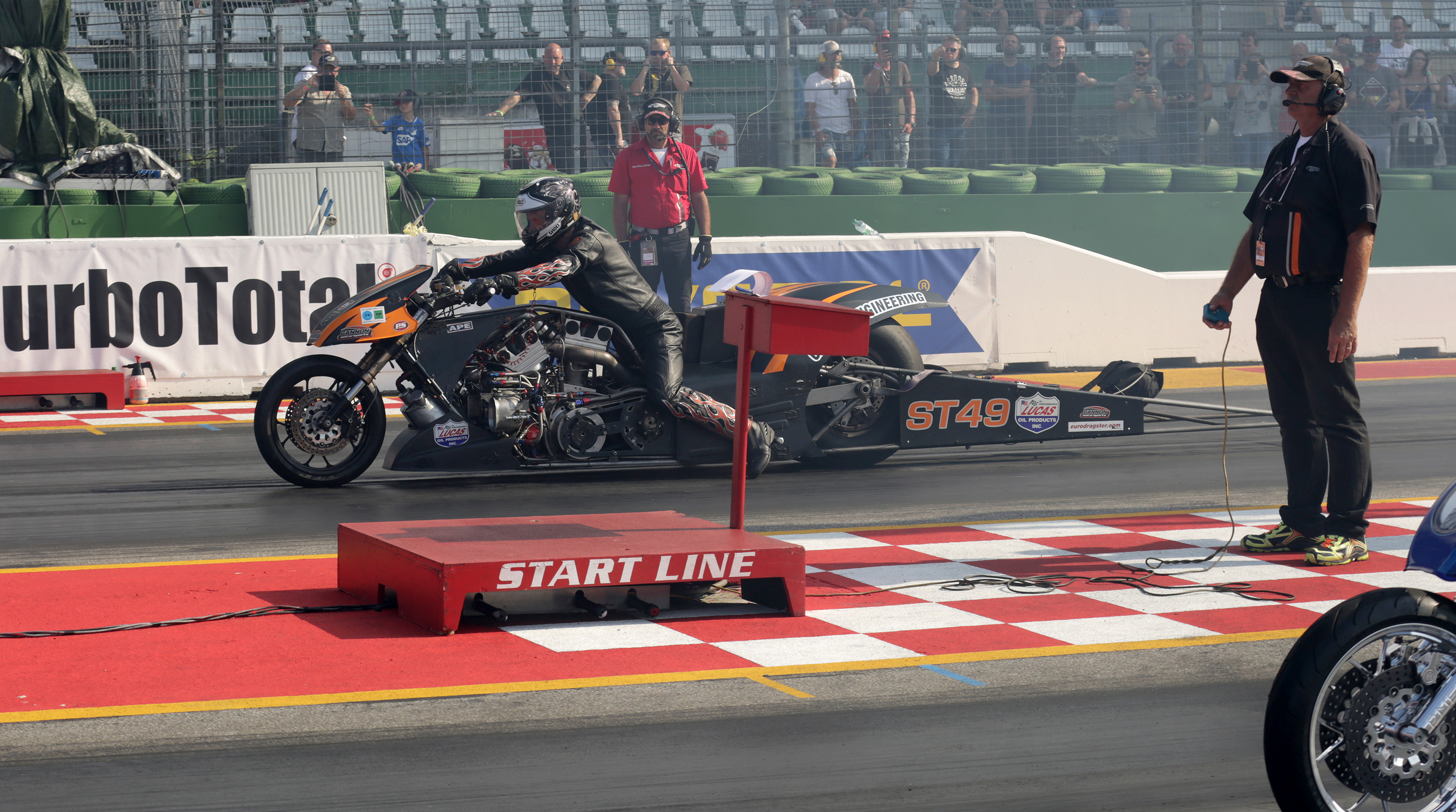
FIM/E Super Twin Top Fuel Bike. Neil Midgley (GBR)

### Top Fuel Hydro
Top Fuel Hydro (Klassen Kürzel TFH) ist die höchste Kategorie des vor allem in den USA verbreiteten Drag Boat Racing. In dieser Klasse werden dieselben Motoren, die auch in den radgetriebenen Top Fuel Dragstern verwendet werden, in spezielle Rennboote, sogenannte Hydroplanes, mit Dreipunkt-Rumpf eingebaut. Da das Sturzrisiko auf dem Wasser um einiges höher ist als auf dem Dragstrip, sind die Boote der PRO-Klassen mit speziellen „Überlebenskapseln“ ausgestattet, die sich im Falle eines schweren Unfalls komplett vom Boot lösen. Außerdem ist noch eine Sauerstoffversorgung für den Piloten vorgeschrieben, falls sich das Cockpit nach einem Überschlag unter Wasser befindet.
Die Rennen werden über dieselben Distanzen ausgetragen wie an Land: 660 Fuß (1/8 Meile), 1.320 Fuß (1/4 Meile) und die bei professionellen Drag-Boat-Rennen (auch TFH) verwendeten 1.000 Fuß. Im Gegensatz zum Drag Racing auf der „Quartermile“, das von einem stehenden Start aus beginnt, startet Drag Boat Racing erst nach einem kurzen rollenden Start bis zu einem Punkt, der erst passiert werden darf, wenn das grüne Startlicht aufleuchtet. Top Fuel Hydros sind in der Lage, die fliegende Viertelmeile in weniger als drei Sekunden mit einer Höchstgeschwindigkeit von rund 400 km/h zu bewältigen. Zurzeit (Stand 2020) wird die Weltmeisterschaft unter der Bezeichnung LucasOil Drag Boat Racing Series ausgetragen.
Der gegenwärtige Rekord (Stand 2021) liegt bei einer Geschwindigkeit von 268,40 mph (431,94 km/h) und einer Zeit von 3.451 Sekunden, die Bryan Sanders 2017 erzielte.